# خروس‌کلی انگشت‌دراز
خروس‌کلی انگشت‌دراز (نام علمی: Vanellus crassirostris) نام یک گونه از سرده خروس‌کلی‌ها است.